# Mesochorus integer
Mesochorus integer là một loài tò vò trong họ Ichneumonidae.